# 人民民主联盟 (葡萄牙)

人民民主联盟标志

人民民主联盟（葡萄牙語：União Democrática Popular，缩写为UDP）是葡萄牙的一个马克思主义政治组织。
1974年12月16日，它作为政党成立，是由争取支持党重建委员会（马列）、革命马列主义团结和革命共产主义委员会（马列）共同组成的群众性统一战线。当时，它奉行毛主义，并支持阿尔巴尼亚。在1975年葡萄牙制宪会议选举中，它赢得1个议席。1983年以前，它多次独立参加选举。此后，它在1991年之前均以葡萄牙共产党领导的选举联盟的成员的身份参加选举。  
1999年2月28日，它与革命社会党和政治21组成左翼集团。2005年4月3日，它在其第十七次代表大会上改组为“政治协会”。